# Élection présidentielle de 1857 en Nouvelle-Grenade
L'élection présidentielle colombienne de 1857 au suffrage indirect s'est tenue en République de Nouvelle-Grenade le 1er avril 1857 pour élire le nouveau président de la République après la fin du mandat de Manuel María Mallarino, ancien vice-président et président par intérim depuis 1854.   
Il s'agit de la dernière élection sous le régime de la République de Nouvelle-Grenade avant la mise en place de la Confédération grenadine en 1858.   

## Contexte
Depuis la fin des années 1840, deux partis dominent la scène politique du pays : le parti libéral, créé en 1848, et le parti conservateur, créé en 1849. Leurs luttes opiniâtres seront la source de nombreuses autres guerres civiles.
En 1854, les libéraux sont au pouvoir en la personne du président José María Obando, qui a succédé à José Hilario López en avril 1853 face à Tomás de Herrera. Une nouvelle constitution a été adoptée en 1853, qui amorce un virage idéologique pour le pays reflétant les idées libérales.
En mars 1854, le général José María Melo, à la tête de la garnison de Bogota, est accusé de meurtre, ce qui le pousse à la rébellion armée contre le gouvernement d'Obando. Le 17 avril 1854, il dissout les Chambres, abolit la constitution et enferme le président. Lorsqu'il proclame la dictature, le pays se soulève. Après la chute de Melo, le vice-président Manuel María Mallarino accède au poste de Président de la République.

## Résultats

### Président de la République
| Candidats | Candidats                  | Premier tour | Premier tour | Second tour | Second tour |
| Candidats | Candidats                  | Votes        | %            | Votes       | %           |
| --------- | -------------------------- | ------------ | ------------ | ----------- | ----------- |
|           | Mariano Ospina Rodríguez   | 1,277        | 46,2         | 1,407       | 54,7        |
|           | Manuel Murillo Toro        | 738          | 38,1         | 1,208       | 45,3        |
|           | Tomás Cipriano de Mosquera | 600          | 15,6         |             |             |
| Total     | Total                      | 2,615        | 100          | 2,615       | 100         |

### Vice-président
| Candidats | Candidats                  | Premier tour | Premier tour |
| Candidats | Candidats                  | Votes        | %            |
| --------- | -------------------------- | ------------ | ------------ |
|           | Manuel María Mallarino     | 47           | 51,6         |
|           | Manuel Murillo Toro        | 22           | 33,5         |
|           | Tomás Cipriano de Mosquera | 15           | 14,9         |
| Total     | Total                      | 84           | 100          |